# Episodi di Falling Water (prima stagione)
La prima stagione della serie televisiva Falling Water, è stata trasmessa in prima visione negli Stati Uniti d'America su USA Network dal 21 settembre al 22 dicembre 2016.
In Italia, la stagione è stata pubblicata il 5 gennaio 2017 su Amazon Video.
| n° | Titolo originale        | Titolo italiano             | Prima TV USA      | Pubblicazione italia |
| -- | ----------------------- | --------------------------- | ----------------- | -------------------- |
| 1  | Don't Tell Bill         | Non dirlo a Bill            | 21 settembre 2016 | 5 gennaio 2017       |
| 2  | Calling the Vasty Deep  | Chiamata nelle profondità   | 20 ottobre 2016   | 5 gennaio 2017       |
| 3  | Monsters, Most Familiar | I mostri più familiari      | 27 ottobre 2016   | 5 gennaio 2017       |
| 4  | Castles Made of Sand    | Castelli di sabbia          | 3 novembre 2016   | 5 gennaio 2017       |
| 5  | Ambergris               | Ambergris                   | 10 novembre 2016  | 5 gennaio 2017       |
| 6  | The Swirl               | Il gorgo                    | 17 novembre 2016  | 5 gennaio 2017       |
| 7  | Three Half Blind Mice   | Tre topi mezzi ciechi       | 1º dicembre 2016  | 5 gennaio 2017       |
| 8  | The Well                | Il pozzo                    | 8 dicembre 2016   | 5 gennaio 2017       |
| 9  | No Task for the Timid   | Niente da fare per i timidi | 15 dicembre 2016  | 5 gennaio 2017       |
| 10 | Circular Time           | Tempo circolare             | 22 dicembre 2016  | 5 gennaio 2017       |